# Else-Rauch-Platz
Der Else-Rauch-Platz befindet sich in Hamburg-Eimsbüttel.

## Lage und Bebauung

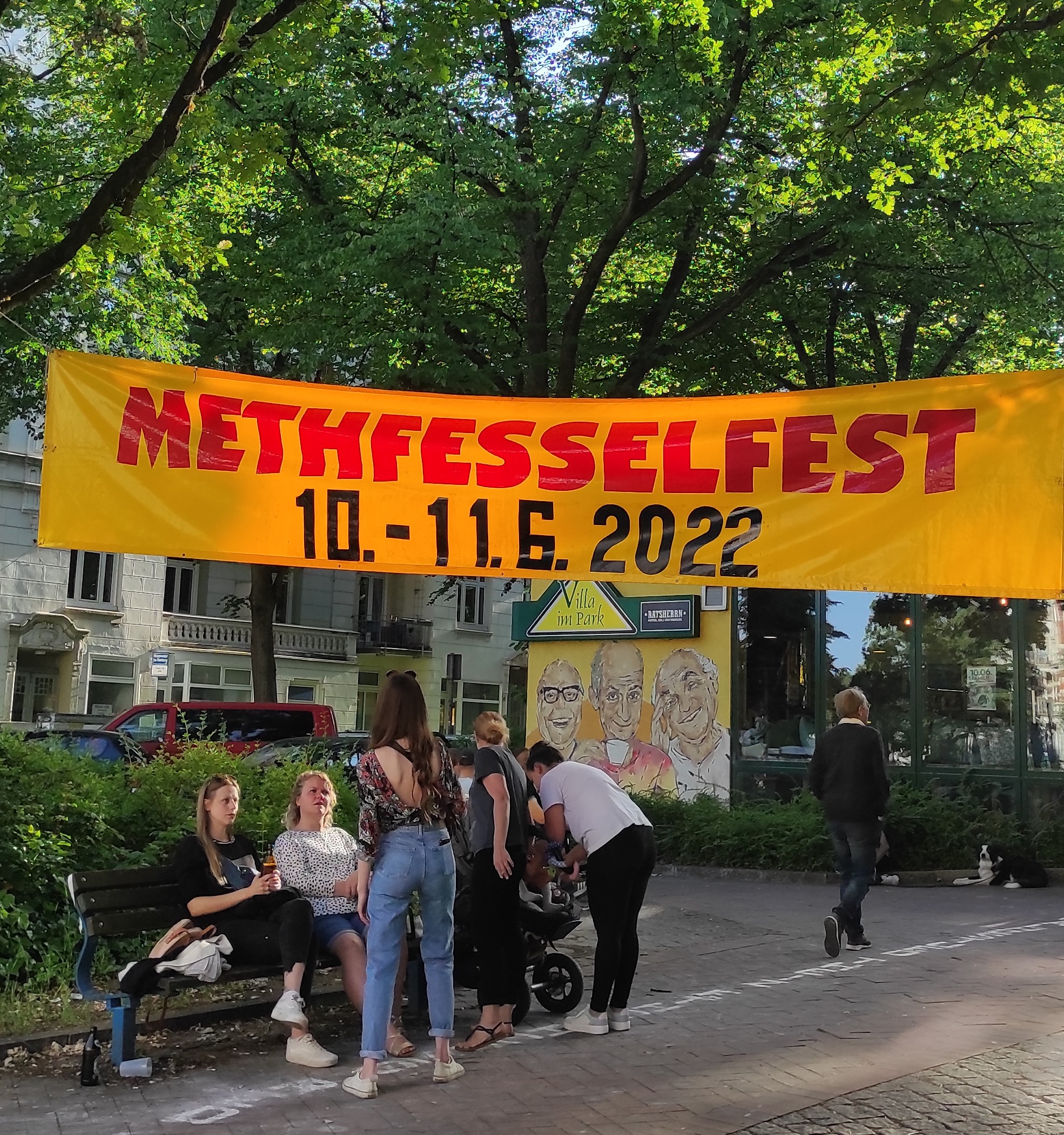
Methfesselfest 2022

Der 6.171 m² große Platz wird im Norden von der Lutterothstraße, im Osten von der Methfesselstraße, im Süden von der Hartwig-Hesse-Straße und im Westen vom Stellinger Weg begrenzt und ist in einen kleinen Park gebettet. Er hat eine Nord-Süd-Ausdehnung von 100 Metern bei einer Breite von 100 Metern im Nordteil und nur 50 Metern im Südteil. Er steigt von der Methfesselstraße zum Westen hin um rund 2 Meter an. Auf dem gepflasterten Platz befinden sich Inseln mit Spielgeräten. Auf seiner Ostseite gibt es einen Eingang zum U-Bahnhof Lutterothstraße der Hamburger U-Bahn.

## Geschichte
Zum Zweiten Weltkrieg wurde unter dem Platz ein Bunker zum Schutz vor Flugzeug-Angriffen errichtet. Damals erlangte man Zugang seitens der Schule Lutterothstraße und der Hartwig-Hesse-Straße. Dieser Bunker ist unterirdisch über ein Tunnelsystem mit zwei anderen Bunkern verbunden, zum einen mit dem Bunker der Schule in der Telemannstraße, zum anderen mit dem Bunker in der Osterstraße. Nach dem Zweiten Weltkrieg wurde dieser stillgelegt.         
Im Jahre 1967 wurde der Betrieb der Straßenbahn-Linie 16 eingestellt, somit entfiel auch die Funktion des Wendeplatzes auf dem Else-Rauch-Platz, der damals noch Methfesselplatz hieß. Die Umbenennung nach der jüdischstämmigen Hamburger Lehrerin Else Rauch, die am 10. Mai 1942 im Vernichtungslager Kulmhof ermordet wurde, erfolgte 1995. Der Platz lag lange brach, bis er 1999/2000 umgestaltet wurde. Die offizielle Einweihung des Platzes erfolgte am 14. Juli 2000.

## Veranstaltungen
Seit dem 3. Oktober 2000 findet jeden letzten Sonntag im Monat ein Flohmarkt für private Händler statt. Einmal jährlich gibt es auf dem Platz das mehrtägige Methfesselfest. Neben Informationen zum Stadtteil und der Welt kann man außerdem von Lesungen, Puppenspielen, Podiumsdiskussionen, Live-Musik sowie einem Filmfest inspiriert werden. Dieses ist eines der wenigen „nicht-kommerziellen“ Stadtteilfeste Hamburgs. Alle Gewinne werden für einen gemeinnützigen Zweck gespendet und die Organisationen arbeiten ehrenamtlich. Im September findet ein „XXL-Flohmarkt“ im Zusammenschluss mit dem Verein Osterstraße e.V. statt.